# Bobby Wood
Bobby Shou Wood (* 15. November 1992 in Honolulu, Hawaii) ist ein US-amerikanischer Fußballspieler. Der Stürmer war 14 Jahre in Deutschland beim TSV 1860 München, FC Erzgebirge Aue, 1. FC Union Berlin, Hamburger SV und bei Hannover 96 in der Bundesliga und 2. Bundesliga aktiv, ehe er in die USA zurückkehrte. Von 2013 bis 2018 spielte Wood 45-mal für die US-Nationalmannschaft und erzielte 13 Tore. Mit ihr nahm er an der Copa América Centenario 2016 teil.

## Karriere

### Verein

#### Jugend
Bobby Wood wurde als Sohn eines Afroamerikaners und einer Japanerin im hawaiianischen Honolulu geboren und wuchs im kalifornischen Irvine auf, wo er bis 2007 bei den Irvine Strikers Fußball spielte. Zum 1. Juli 2007 ging er nach Europa und kam in das Nachwuchsleistungszentrum und Jugendinternat des deutschen Zweitligaklubs TSV 1860 München. Daneben besuchte er die Munich International School in Starnberg. Nach anfänglichen Schwierigkeiten, die vor allem der Sprachbarriere geschuldet waren, etablierte er sich in den Nachwuchsmannschaften der Sechzger. In der Spielzeit 2009/10 war er hinter Kevin Volland und Markus Ziereis dritter Stürmer bei den A-Junioren (U19) des TSV 1860, er spielte 19-mal in der A-Junioren-Bundesliga und schoss dabei ein Tor. In der Schlussphase der Saison saß er einige Male auf der Bank der zweiten Mannschaft (U23) in der viertklassigen Regionalliga Süd. Am 12. Mai gab er dort schließlich sein Debüt im Seniorenbereich, als er beim Spiel bei Eintracht Frankfurt II eingewechselt wurde.
Im Sommer 2010 wurden seine Sturmpartner Volland und Ziereis nominell in den Profikader von 1860 München berufen. Nachdem Wood in den ersten fünf Partien der A-Jugend eingesetzt worden war und zwei Tore erzielt hatte, kam er am 26. September im Spiel bei der Zweiten Mannschaft der TSG Hoffenheim zu seinem Saisondebüt in der U23. Eine Woche später stand er beim Auswärtsspiel bei der SpVgg Weiden erstmals in der Startaufstellung und erzielte auch sein erstes Tor für die U23 des TSV. Am 9. Oktober spielte er erstmals für die Zweitligamannschaft des TSV 1860; er wurde bei einem Testspiel in Krakau zur Halbzeit eingewechselt. Bis zur Winterpause kam er noch sechsmal in der U23 zum Einsatz und schoss ein Tor. Für die U19 bestritt er drei weitere Spiele, dabei kam er zweimal zum Torerfolg.

#### Anfänge im Profifußball

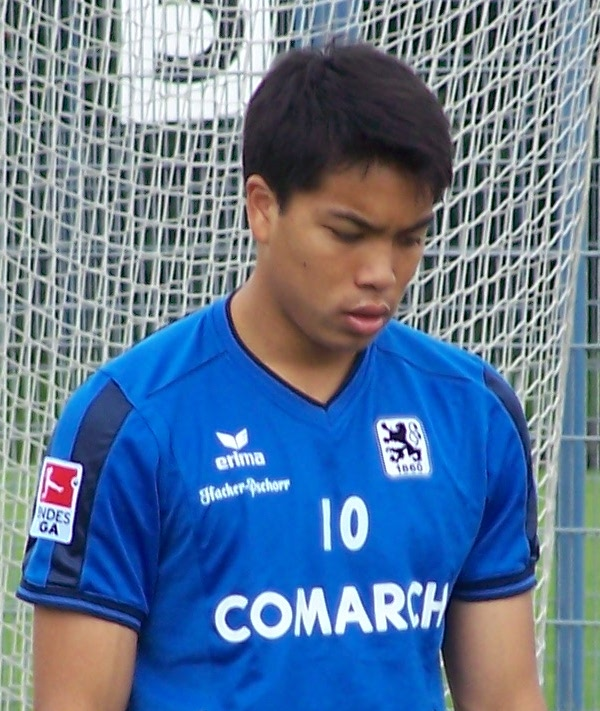
Im Training des TSV 1860 München (2011)

Am 17. Januar 2011 begann Wood nach der Winterpause wieder das Training mit der U23 von 1860 München. Zwei Tage später wurde er von Profi-Trainer Reiner Maurer in den Zweitligakader befördert. Beim Spiel gegen den VfL Osnabrück am 21. Januar 2011 stand er erstmals im Kader der Zweitligamannschaft. Eine Woche später gab Wood beim Spiel gegen den MSV Duisburg am 29. Januar sein Debüt in der 2. Bundesliga, als er in der Schlussphase eingewechselt wurde.
Zu Beginn der neuen Spielzeit gehörte er meist dem Spieltagskader an, kam aber nicht zum Einsatz. Im September und Oktober lief er siebenmal für die U23 in der Regionalliga Süd auf und erzielte zwei Tore. Im Oktober kam er auch für die Profis dreimal in der Liga und einmal im DFB-Pokal zum Einsatz.
Im März 2012 kam er zu drei Einsätzen für die U23. Am 23. März stand er erstmals wieder im Kader der Profis, danach wurde er wieder am Knie operiert, wodurch er erneut länger ausfiel. Sein Vertrag mit 1860 München endete am 30. Juni 2012 und wurde zunächst wegen seiner Verletzungsanfälligkeit nicht erneuert. Auf Drängen Alexander Schmidts, des neuen Trainers der zweiten Mannschaft, der Wood bereits in der Jugend trainiert hatte, wurde er Anfang Juli mit einem neuen Einjahresvertrag ausgestattet. Er sollte dabei in der Spielzeit 2012/13 nur für die zweite Mannschaft, die seit Beginn der neuen Saison als U21 antrat, in der neu geschaffenen Regionalliga Bayern zum Einsatz kommen. Allerdings wurde nach der Entlassung Reiner Maurers Schmidt neuer Cheftrainer des Profikaders, der in der Folge auch Wood wieder zu den Profis hochzog. Am 24. November 2012 gab er sein Comeback in der 2. Bundesliga im Spiel gegen den 1. FC Union Berlin. Am 14. Dezember 2012 unterschrieb Wood schließlich einen bis 2016 laufenden Profivertrag. In der Rückrunde wurde er regelmäßig in der 2. Bundesliga eingewechselt und lief mehrmals für die U21 auf.
Für 1860 kam er in der Spielzeit 2013/14 in 21 Spielen zum Einsatz. Keines der Spiele bestritt er über 90 Minuten, meist wurde er in der Schlussphase eingewechselt. Ein Tor erzielte er nicht, zwei Treffer bereitete er vor. Im August 2014 stand er in allen fünf Pflichtspielen als Außenstürmer in der Startaufstellung und bereitete dabei zwei Tore vor. Nachdem kurz vor Ablauf der Transferperiode mit Valdet Rama und Rodri zwei weitere Offensivspieler verpflichtet worden waren, verlor Wood seinen Stammplatz wieder.
Nach seiner Rückkehr nach München spielte er am 19. Oktober zum letzten Mal für den TSV 1860. Kurz darauf wurde er aus disziplinären Gründen vom Spiel- und Trainingsbetrieb der ersten Mannschaft ausgeschlossen und trainierte fortan mit der U21.

#### Über Aue zu Union Berlin
Ende Januar 2015 wechselte Wood durch Vermittlung von Klinsmann kurz vor dem Ende der Wintertransferperiode bis Saisonende innerhalb der 2. Bundesliga zum FC Erzgebirge Aue. Wood gehörte zunächst zur Stammelf und erzielte am 13. Februar beim Auswärtssieg bei Fortuna Düsseldorf seine ersten beiden Tore für Aue. Eine Woche später zog er sich einen Innenbandriss im rechten Knie zu und konnte danach acht Wochen lang nicht mehr eingesetzt werden. In den letzten sechs Partien der Spielzeit kam er wieder zum Einsatz, er schoss dabei ein Tor und bereitete ein weiteres vor. Am Ende der Saison belegte der FC Erzgebirge Aue den 17. Platz und stieg aus der 2. Bundesliga ab. Durch den Abstieg verlängerte sich seine Vertragslaufzeit nicht, wie in einer Klausel vorgesehen, stattdessen blieb sein Kontrakt mit dem TSV 1860 weiter gültig.
Nachdem Wood bekundet hatte, nicht mehr für den TSV 1860 spielen zu wollen, verließ er die Münchner während der Saisonvorbereitung und unterschrieb beim Zweitligakonkurrenten 1. FC Union Berlin einen Dreijahresvertrag. In seiner einzigen Spielzeit bei Union erzielte er mit 17 Treffern aus 31 Spielen die meisten seiner Mannschaft und die drittmeisten der Zweitligasaison – nur Bochums Simon Terodde (25 Tore) und Freiburgs Nils Petersen (21 Tore) trafen häufiger.

#### Hamburger SV
Zur Saison 2016/17 wechselte Wood zum Bundesligisten Hamburger SV, bei dem er einen bis zum 30. Juni 2020 laufenden Vertrag erhielt. Beim 1:1 am ersten Spieltag im Spiel gegen den FC Ingolstadt 04 – seinem Bundesligadebüt – erzielte Wood in der 30. Minute mit dem Treffer zum 1:0 seinen ersten Bundesligatreffer. Am neunten Spieltag im mit 0:3 verlorenen Spiel gegen den 1. FC Köln am 30. Oktober 2016 wurde er in der 56. Spielminute nach einer Tätlichkeit vom Platz gestellt. In seiner ersten Bundesligasaison entwickelte sich Wood zum Stammspieler und erzielte in 28 Spielen fünf Treffer. Im Pokal war er in vier Spielen viermal erfolgreich. Im DFB-Pokal schied der HSV im Viertelfinale gegen Borussia Mönchengladbach aus und in der Liga gelang als Tabellenvierzehnter durch einen 2:1-Sieg am letzten Spieltag gegen den VfL Wolfsburg der direkte Klassenerhalt. Vor der Saison 2017/18 verlängerte er seine Vertragslaufzeit bis zum 30. Juni 2021. Er kam zu 24 Ligaeinsätzen und konnte lediglich zwei Treffer erzielen, davon einen per Elfmeter. Am Saisonende stieg er mit dem HSV in die 2. Bundesliga ab.

#### Hannover 96
Zur Saison 2018/19 wechselte Wood für ein Jahr auf Leihbasis zu Hannover 96. Anschließend bestand eine Kaufoption. Auch in Hannover konnte sich Wood nicht durchsetzen. Er kam unter den Cheftrainern André Breitenreiter und Thomas Doll auf 20 Bundesligaeinsätze, in denen er 3 Tore erzielte. Ab Mitte März fiel Wood mit Knieproblemen bis zum Saisonende aus. Wie im Vorjahr stieg er mit seinem Verein in die 2. Bundesliga ab. Wood verließ daraufhin Hannover 96 mit seinem Vertragsende.

#### Rückkehr zum HSV
Zur Saison 2019/20 kehrte Wood zum Hamburger SV zurück, der in der Vorsaison den direkten Wiederaufstieg verpasst hatte. Unter dem Cheftrainer Dieter Hecking war er in der Hinrunde hinter Lukas Hinterseer und Martin Harnik zumeist Reservist. Nachdem er 4-mal eingewechselt worden war, kam Wood am 14. und 15. Spieltag während Hinterseers verletzungsbedingter Abwesenheit zu 2 Startelfeinsätzen, bei denen er aber jeweils nach schwacher Leistung ausgewechselt wurde. Bis zur Winterpause saß er wieder auf der Bank, wurde aber nicht eingewechselt. Im Januar wurde mit Joel Pohjanpalo (Leihe bis Saisonende von Bayer 04 Leverkusen) ein weiterer Stürmer verpflichtet. Daraufhin stand er bis zum Saisonende nur noch 2-mal im Spieltagskader, ohne eingewechselt zu werden. Der HSV verpasste ohne Wood erneut auf dem 4. Platz den Wiederaufstieg.
Mit der Saison 2020/21 ging Wood in sein letztes Vertragsjahr. Während Pohjanpalo und Harnik den Verein verließen, wurde mit Simon Terodde der Zweitligatorschützenkönig von 2016, 2017 und 2019 verpflichtet. Zudem kehrte Manuel Wintzheimer von seiner Leihe zurück, der jedoch meist auf den Flügeln eingesetzt wurde. Wood war auch unter dem neuen Cheftrainer Daniel Thioune Ergänzungsspieler, wurde aber regelmäßig vor Hinterseer eingewechselt, sodass dieser den HSV im Januar 2021 verließ. Am 21. Februar 2021 erzielte der Stürmer bei einer 2:3-Niederlage gegen die Würzburger Kickers seinen ersten Pflichtspieltreffer seit dem 25. November 2018. Nach dem 28. Spieltag Mitte April 2021 einigten sich Wood und der HSV auf eine Vertragsauflösung. Bis dahin war er in 16 Zweitligaspielen (2-mal von Beginn) zum Einsatz gekommen; ein weiteres Tor gelang ihm allerdings nicht.

#### Rückkehr in die USA
Anfang Juni 2021 kehrte Wood nach 14 Jahren in die USA zurück und wechselte in die laufende Saison 2021 der Major League Soccer zu Real Salt Lake. Der 28-Jährige unterschrieb beim Franchise aus Sandy, Utah einen Vertrag bis zum 31. Dezember 2023 und traf auf Damir Kreilach, mit dem er bereits bei Union Berlin zusammengespielt hatte. Der Stürmer kam bis zum Ende der regulären Saison auf 17 Einsätze (7-mal in der Startelf), in denen er 2 Tore erzielte. Zwischenzeitlich musste er ein Spiel beim Farmteam, den Real Monarchs, in der zweitklassigen USL Championship absolvieren. Dabei wurde Wood im Laufe der zweiten Halbzeit für den 13-jährigen Axel Kei ausgewechselt, der zum jüngsten Spieler in der Geschichte des professionellen Mannschaftssports in den USA wurde. Real Salt Lake erreichte über den 7. Platz in der Western Conference als letztes Team die Play-offs. Nachdem Wood in der ersten Runde gegen die Seattle Sounders in der Schlussphase eingewechselt worden war und beim Sieg im Elfmeterschießen seinen Versuch verwandelt hatte, erzielte er im Conference-Halbfinale gegen Sporting Kansas City als „Joker“ in der Nachspielzeit den 2:1-Siegtreffer. Im Conference-Finale wurde Wood ebenfalls im Laufe der 2. Halbzeit eingewechselt, konnte die 2:0-Niederlage gegen die Portland Timbers aber nicht verhindern. Somit kam der Stürmer insgesamt zu 20 Einsätzen, stand 7-mal in der Startelf und erzielte 3 Tore.
In der Saison 2022 gehörte Wood zunächst zum Stammpersonal. In den ersten 16 Spielen kam der Stürmer 14-mal zum Einsatz, stand 13-mal in der Startelf und erzielte 3 Tore. Im Juni 2022 musste er sich einer Operation an den Adduktoren unterziehen und kam daher bis zum Saisonende nicht mehr zum Einsatz. Real Salt Lake schaffte unterdessen auf dem 7. Platz der Western Conference knapp den Einzug in die Play-offs, scheiterte dort aber in der ersten Runde am Austin FC. Eine Option zur Verlängerung seines am Saisonende auslaufenden Vertrags zog das Franchise nicht.
Ende November 2022 wurde Wood beim MLS Re-Entry Draft als erster Pick der zweiten Runde von New England Revolution ausgewählt. Anschließend unterschrieb er beim Franchise aus Foxborough, Massachusetts einen Vertrag für die Saison 2023 mit der Option auf ein weiteres Jahr.

### Nationalmannschaft

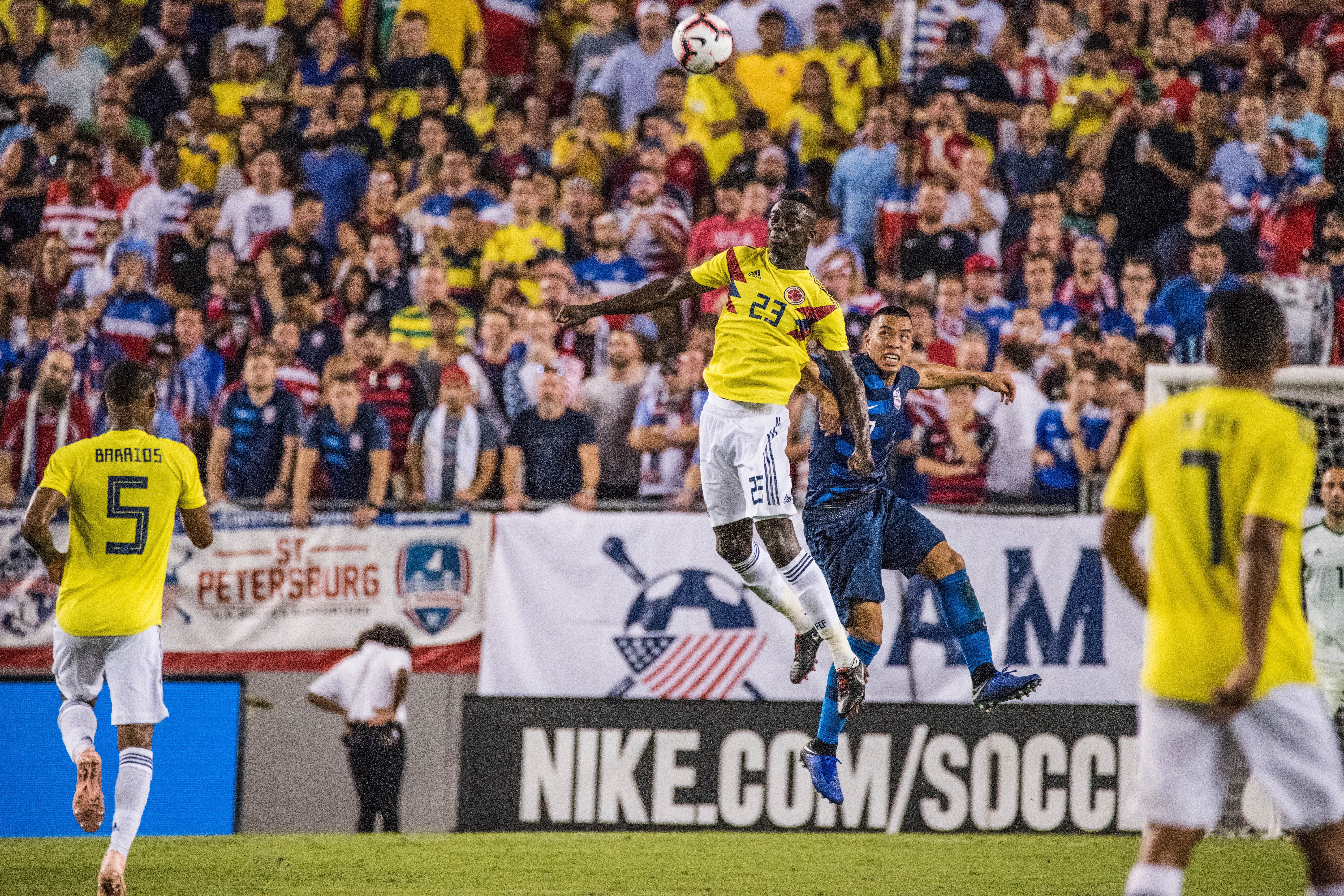
Bobby Wood im Kopfballduell gegen den Kolumbianer Davinson Sánchez (2018)

Am 18. Mai 2010 kam Wood zu seinem ersten Einsatz in einer Nachwuchsnationalmannschaft der USA. Er spielte für die U20 eine Halbzeit lang gegen die U20 des Senegal. Beim internationalen Cor Groenewegen Turnier in Uitgeest gehörte er zum Aufgebot der USA; er schoss im Turnier zwei Tore. Bei der CONCACAF U-20-Meisterschaft 2011 in Guatemala verletzte er sich am Knie und fiel dadurch bis zum Saisonende aus.
Im November nahm er an einem Lehrgang mit der US-amerikanischen U23 teil. Dort kam er im Spiel gegen die U21 Aserbaidschans zum Einsatz. Wood kehrte mit einer erneuten Knieverletzung vom Lehrgang zurück und wurde daraufhin in München operiert.
Am 14. August 2013 gab Wood sein Debüt in der US-Nationalmannschaft, als er beim 4:3 in Bosnien-Herzegowina in den Schlussminuten eingewechselt wurde. Der damalige Trainer der Nationalelf, Jürgen Klinsmann, berücksichtigte ihn jedoch nicht für den Kader der Vereinigten Staaten für die Weltmeisterschaft 2014 in Brasilien und setzte ihn erst am 11. Oktober 2014 beim 1:1 gegen Ecuador ein. Am 5. Juni 2015 erzielte Wood im Testländerspiel in Amsterdam gegen die Niederlande mit dem 4:3-Siegtreffer sein erstes Länderspieltor. Für den CONCACAF Gold Cup 2015 wurde er nicht berücksichtigt, jedoch gehörte Wood ein Jahr später bei der Copa América Centenario 2016 in den USA zum Kader der USA und erzielte in fünf Einsätzen ein Tor. Im Oktober 2017 verpasste er mit der US-amerikanischen Nationalmannschaft die Teilnahme an der WM 2018 in Russland am letzten Spieltag der Qualifikationsrunde.

## Privates
Wood ist seit 2017 mit einer Dänin verheiratet, mit der er zwei Töchter (* 2019 & 2021) hat.